# Jeseter ruský
Jeseter ruský (Acipenser gueldenstaedtii) je evolučně starobylá mořská ryba, vytahující do povodí přitékajících velkých řek, ceněná pro svoje maso a kaviár. Dorůstá délky až 240 cm při váze 100 kg, dříve však zřejmě ještě větších rozměrů.

## Popis
Od ostatních jeseterů se odlišuje krátkým rypcem se zaoblenou špičkou. Před ústy jsou 4 neobrvené vousky visící dolů. Zbarvení je šedě nebo olivově zelené, někdy velmi tmavé. Vzácně má bělavé skvrny na bocích. Břicho je vždy světlejší. V boční řadě má 30–50 kostěných štítků.

## Rozšíření
Vyskytuje se v Černém, Azovském a Kaspickém moři, odkud vytahuje do přítoků. Ojediněle býval po polovině 20. století uloven v Dunaji na Slovensku, před druhou světovou válkou i v dolní Moravě. Šlo zřejmě o zbytky stálé, netažné populace, trvale obývající sladké vody.

### Rozšíření v Česku
Vedle uvedených historických úlovků je nově chován v některých chovných revírech.

## Biologie

### Výskyt a potrava
Jde o tažnou mořskou rybu, schopnou vytvářet také stálé sladkovodní populace. Jako ostatní jeseteři dává v řekách přednost hlubším úsekům dolních toků. V moři se zpravidla zdržuje v mělkých vodách nad písčitým nebo bahnitým dnem. Živí se nejrůznějšími bezobratlými živočichy a drobnými rybkami.

### Růst a věk
Uvádí se, že se dožívá až padesáti let, přičemž dorůstá délky až 240 cm a hmotnosti 100 kg i více, běžněji však dorůstá délky 110–140 cm. V Dunaji dosahuje v deseti letech hmotnosti kolem 10 kg, ve dvaceti letech samice kolem 22 kg, samci 16 kg.

### Rozmnožování
Pohlavní dospělosti dosahuje ve věku 7–16 let při vzrůstu nejméně 100 cm. Ke tření vytahuje v květnu na štěrkovité a kamenité úseky řek výše proti proudu. Tření probíhá při teplotě vody 9–15 °C; u dunajských jedinců byla potvrzena plodnost až 405 000 jiker. Obecně se uvádí počet jiker nakladených samicí až 800 tisíc.

## Hybridi
V červenci roku 2020 byl zkřížen s veslonosem americkým, hybridu se říká jeslonos.[zdroj?]
Párkrát byl také zkřížen s jeseterem malým, hybridu se říká rustěr.[zdroj?]

## Galerie

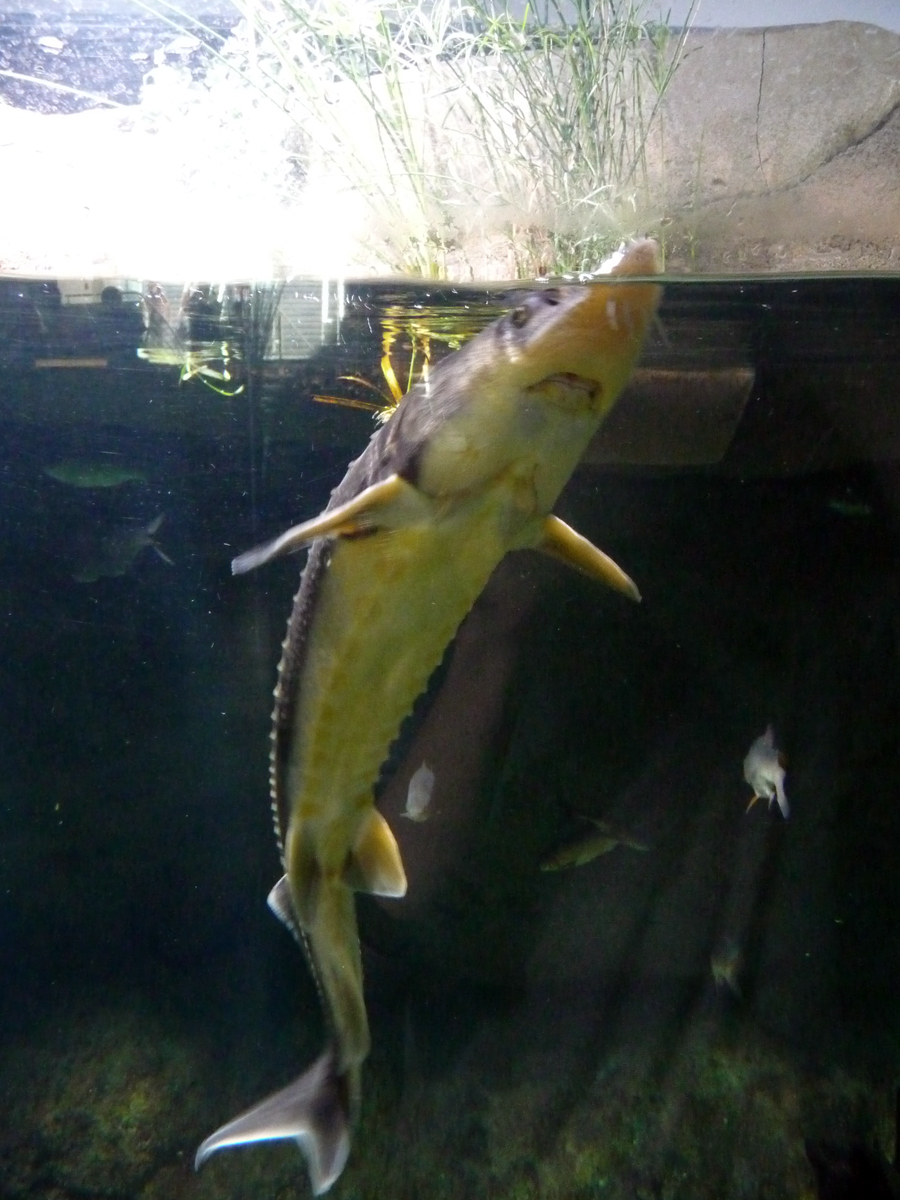
Jeseter ruský v akváriu
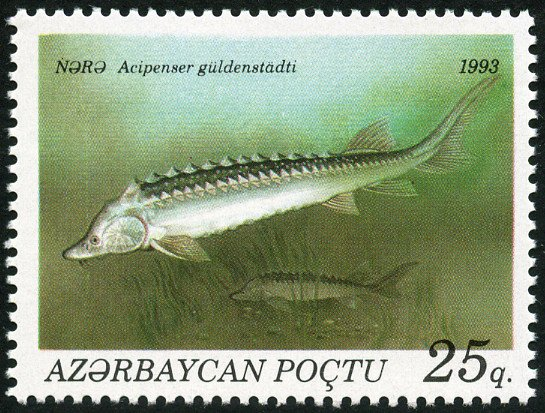
Ázerbájdžánská poštovní známka z roku 1993 – jeseter ruský